# イバン・ミリュコビッチ
イバン・ミリュコビッチ（セルビア語: Иван Миљковић、1979年9月13日 - ）は、セルビアの男子バレーボール選手。元セルビア代表。

## 来歴
ニシュ出身。1997年、ユーゴスラビアリーグのパルチザン・ベオグラードへ入団。2000年シドニーオリンピック前にイタリア・セリエAのマチェラータへ移籍した。2002年欧州チャンピオンズリーグ初優勝に貢献、2005-2006シーズンはキャプテンを務め、所属6年目にしてクラブのリーグ初優勝へ導いた。Mローマ・バレーを経て、2008年7月にギリシャA1リーグのオリンピアコスへ移籍した。

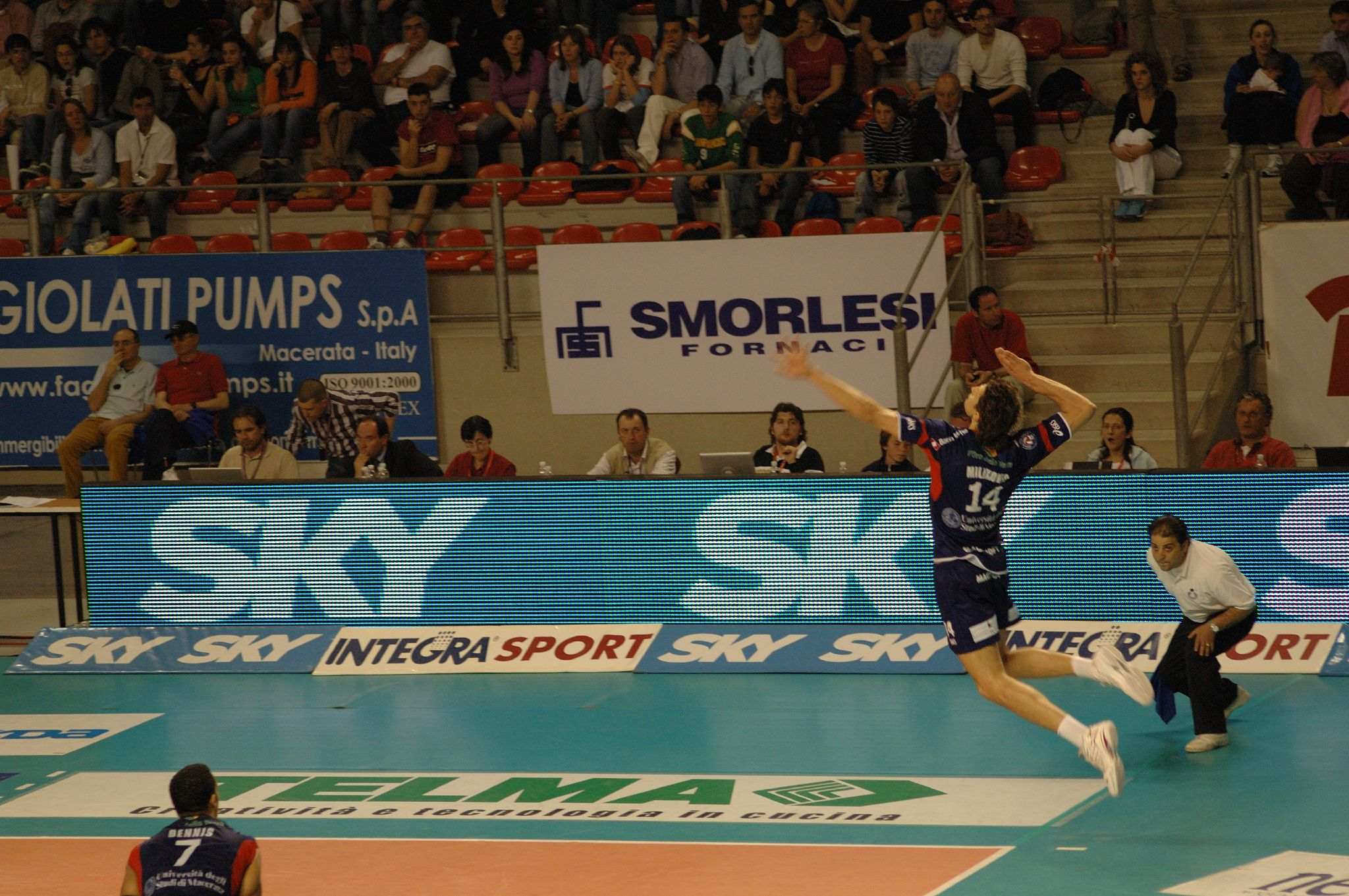
ミリュコビッチのジャンプサーブ

1998年、19歳でナショナルチーム代表に選出。このときのポジションはセッターであった。206cmの長身に加え、身体能力、運動能力の高さを見込まれ、オポジットに転向。ユーゴスラビア代表として出場した1998年世界選手権で銀メダルを獲得。21歳の若きオポジットとして世界に鮮烈な印象を与えた2000年シドニーオリンピックでは金メダル獲得に貢献した。2004年アテネオリンピックにはセルビア・モンテネグロ代表として、2008年北京オリンピックにはセルビア代表として出場し、3大会連続オリンピック出場を果たした。通算206試合に出場。
シドニーオリンピック以降の成長と活躍によって「世界一のスーパーエース」「世界最高のオポジット」と評され、ワールドリーグで4度のMVP（2001年、2002年、2003年、2005年）と5度のベストスコアラー賞（2002年、2003年、2005年、2008年、2009年）、欧州選手権で3度のベストスコアラー賞（2001年、2005年、2007年）、最優秀選手賞（2001年）、ベストサーバー賞（2005年）、2001年ワールドグランドチャンピオンズカップでMVPとベストスコアラー賞のダブル受賞など、主要国際大会で数々の賞を受賞。
8年間プレーしたセリエAでは2度のベストスコアラー（2002年、2006年）と最優秀選手（2006年）を獲得。ギリシャでは2010年にオリンピアコスのリーグ2連覇に貢献しMVPを獲得した。
2010年6月、トルコのフェネルバフチェSKへ2年契約で移籍。2014年チャレンジカップ優勝に貢献し、ベストプレイヤー、ベストスパイカー、ベストサーバーを受賞した。
2017年に引退。
2025年にバレーボール殿堂入り。

## 球歴

### 代表歴
- オリンピック - 2000年（金メダル）、2004年（5位）、2008年（5位）
- 世界選手権 - 1998年（銀メダル）、2010年（銅メダル）
- ワールドカップ - 2003年（銅メダル）
- ワールドグランドチャンピオンズカップ - 2001年（3位）
- ワールドリーグ - 2003年、2005年、2008年、2009年（準優勝）、2002年、2004年（3位）
- 欧州選手権 - 2001年（優勝）、1999年、2005年、2007年（3位）

### クラブチーム優勝歴
- セリエA1 - 2006年
- コッパ・イタリア - 2001年、2003年
- CEVカップ - 2001年、2005年、2006年
- 欧州チャンピオンズリーグ - 2002年

## 所属クラブ
- パルチザン・ベオグラード （1997-2000年）
- ルーベ・マチェラータ （2000-2007年）
- Mローマ・バレー（2007-2008年）
- オリンピアコス （2008-2010年）
- フェネルバフチェSK （2010-2015年）
  -  Al Arabi S.C.（2012-2014年）
- ASバレー・ルーベ（2015-2016年）
- ハルクバンク・アンカラ（2016-2017年）